# Bert Alberda
Albertus Theo (Bert) Alberda (Groningen, 30 mei 1949) is een Nederlandse arts met gynaecologie als medisch specialisme. Hij wordt gezien als een van de grondleggers van ivf-behandelingen in Nederland. Alberda was werkzaam als gynaecoloog in het Dijkzigt Ziekenhuis en later het Franciscus Gasthuis.

## Opleiding
Alberda zat op het gymnasium van het Wagenings Lyceum. Hij studeerde geneeskunde aan de Rijksuniversiteit Utrecht, waar hij in 1974 zijn diploma behaalde. Hij specialiseerde zich in de vrouwengeneeskunde, door enkele maanden later zijn opleiding te vervolgen in het Groot Ziekengasthuis te 's-Hertogenbosch. In de loop der tijd doet Alberda op verschillende gerenommeerde plaatsen ervaring op.
Hij voltooide uiteindelijk zijn opleiding op de afdeling Gynaecologie en Obstetrie van het Dijkzigt Ziekenhuis in Rotterdam. Op 1 juli 1979 werd Alberda ingeschreven in het specialistenregister. Na voltooiing van zijn opleiding in 1981 is hij als gynaecoloog werkzaam gebleven in het Dijkzigt Ziekenhuis.

## Carrière

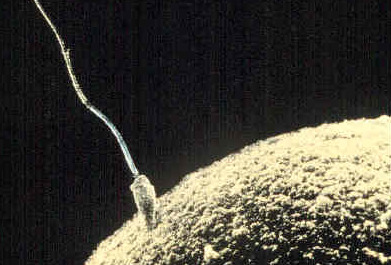
Bevruchting van eicel, zoals ook in vitro gebeurt.

### Begin
Tijdens zijn studie leerde Bert Alberda de bioloog Gerard Zeilmaker kennen. Zeilmaker deed al een aantal jaar onderzoek naar ivf. Door zijn onderzoek wist hij op een gegeven moment hoe hij een eicel kon bevruchten, maar omdat hij als bioloog geen mensen mag behandelen kon hij hier niets mee. Zeilmaker benaderde tevergeefs verschillende gynaecologen om mee te werken aan zijn onderzoek, vanwege principiële bezwaren of geloofsovertuiging werd zijn verzoek steeds afgewezen.
Als Alberda in 1976 aan zijn proefschrift werkt ter afronding van zijn studie ontmoet hij Zeilmaker. Na het gesprek vroeg Zeilmaker aan Alberda of hij wilde meewerken aan het ivf-onderzoek. Het duo ging aan de slag met het onderzoeken van eitjes van vrouwen, om te leren hoe ivf werkte en de bevruchtingsprocessen inzichtelijk krijgen. Het onderzoek was nog zeer precair en nieuw. Zeilmaker had tot die tijd namelijk alleen nog maar op muizen getest.

### Weerstand
Mede omdat hun onderzoek tot weerstand leidde moest het duo erg secuur te werk gaan. Er waren grote ethische en religieuze bezwaren. Daarnaast hadden ze te maken met vele sceptici, men dacht dat dit toch tot niets zou leiden. Een aantal jaren later lukte het de heren om eicellen in het laboratorium te bevruchten, maar de bevruchte embryo's terugplaatsen bij de vrouwen mocht niet van de medisch ethische commissie. De commissie was bang dat het duo kinderen zou maken waar iets mis mee zou zijn. Daarom heeft het nog jaren geduurd voordat zij de vervolgstappen mochten zetten.
Na opnieuw veel aanvullend onderzoek was het duo er klaar voor, maar het bleef steken op de ethische commissie. In 1981 schreef Alberda een uitgebreid rapport met alle redenen waarom de ivf-baby's gezond zouden zijn. Daarnaast waren de heren inmiddels ingehaald door de ivf-innovatie over de grens, verspreid over de wereld waren inmiddels al ongeveer vijftig ivf-baby's geboren. Hierna kon de ethische commissie ivf-behandelingen niet langer afwijzen.

### Doorbraak
De aanvragen stroomden binnen, toen bekend werd gemaakt dat de eerste ivf-behandeling gerealiseerd zou worden. Omdat de behandeling werd gezien als een experimentele behandeling was er nog geen verzekeraar die het wilde vergoeden. De eerste honderd aanmeldingen werden daarom particulier betaald.
De grootste mijlpaal in de Nederlandse ontwikkeling van ivf was de geboorte van Stefanie Li in het Dijkzigt Ziekenhuis in Rotterdam op 15 mei 1983. Het jaar daarvoor werd haar moeder Christine Li-Visser zwanger na een ivf-behandeling van Alberda.

### Latere carrière
Bert Alberda werd dé naam op het gebied van ivf-behandelingen in Nederland en deed er uiteindelijk meer dan tienduizend tijdens zijn loopbaan. Hij werkte tot het begin van de jaren 90 in het Dijkzigt Ziekenhuis, later bekend als Erasmus MC, hierna vervolgde hij zijn carrière in het Sint Franciscus Gasthuis. In 2015 ging Alberda met pensioen.

## Onderscheidingen
- Alberda kreeg een ere-penning van de NVOG (Nederlandse Vereniging voor Obstetrie en Gynaecologie) voor zijn revolutionaire carrière.
- In 2005 won hij de publieksprijs 'De Gouden Eendenbek' van damesblad Libelle.[4]
- In september 2015 werd Alberda bij zijn afscheid benoemd tot Officier in de Orde van Oranje-Nassau.[6]